# 1948年ロンドンオリンピックのチェコスロバキア選手団
1948年ロンドンオリンピックのチェコスロバキア選手団（1948ねんロンドンオリンピックのチェコスロバキアせんしゅだん）は、1948年7月29日から8月14日にかけてイギリスの首都ロンドンで開催された1948年ロンドンオリンピックのチェコスロバキア選手団、およびその競技結果。

## 概要
今大会は金メダル6個、銀メダル2個、銅メダル3個、合計11個のメダルを獲得した。

## メダル
| メダル | 選手名               | 競技 | 種目       |
| ------ | -------------------- | ---- | ---------- |
| 金     | エミール・ザトペック | 陸上 | 男子10000m |
| 銀     | エミール・ザトペック | 陸上 | 男子5000m  |